# Cyclotheem
Een cyclotheem is in de sedimentologie en stratigrafie een cyclische afwisseling van mariene en niet-mariene sedimentlagen, waarin steenkool voorkomt. Cyclothemen worden alleen gevonden in het Carboon (ongeveer 359 tot 299 miljoen jaar oud). Ze zijn waarschijnlijk gevormd door afwisselende perioden van transgressie en regressie als gevolg van het cyclisch aangroeien en weer smelten van ijskappen (in het Carboon vond een ijstijd plaats).
Cyclothemen worden in de huidige ijstijd (het Kwartair, vanaf 2,5 miljoen jaar) niet gevormd. Dit komt waarschijnlijk omdat in het Carboon de randen van de continenten bestonden uit laaglanden met zeer kleine topografische verschillen in hoogte, waardoor een kleine stijging van de zeespiegel voor een grote verschuiving van de kustlijn kon zorgen.